# Jerry Obiang
Landry Jerry Obiang (Libreville, 10 giugno 1992) è un calciatore gabonese, centrocampista del Sogéa Football Club.

## Carriera

### Nazionale
Ha preso parte ai Giochi Olimpici di Londra 2012, giocando in tutte e tre le partite disputate dalla sua Nazionale.